# Ђорђан де Араскаета
Ђорђан Данијел де Араскаета Бенедети (шп. Giorgian Daniel De Arrascaeta Benedetti; Нуево Берлин, 1. јун 1994) професионални је уругвајски фудбалер који игра у средини терена на позицији офанзивног везног играча.

## Клупска каријера
Де Араскаета је продукт фудбалске школе екипе Дефенсор спортинг из Монтевидеа, где је започео са фудбалским тренинзима као четрнаестогодишњи дечак. Као професионалац дебитовао је за први тим Дефенсора у септембру 2012. у првенственој утакмици уругвајског шампионата. Своју прву сезону у првенству уругваја окончао је са признањем за најбољег дебитанта сезоне. У дресу Дефенсора провео је три сезоне, а потом у јануару 2015. потписује четворогодишњи уговор са бразилским Крузеиром вредан 4 милиона евра. Од 2019. је члан Фламенга.

## Репрезентативна каријера
За сениорску репрезентацију Уругваја дебитовао је 8. септембра 2014. у пријатељској утакмици са Јужном Корејом, а прву такмичарску утакмицу одиграо је на турниру Копа Америка 2015. против селекције Јамајке. 
Селектор Оскар Табарез уврстио је де Араскаету на списак репрезентативаца за Светско првенство 2018. у Русији, где је дебитовао као стартер већ на првој утакмици свог тима против Египта играној 15. јуна 2018. године.

## Успеси и признања
Крузеиро
- Куп Бразила: 2017, 2018.
- Првенство Минас Жераиса: 2018.

Фламенго
- Серија А Бразила: 2019, 2020.
- Куп Бразила: 2022.
- Суперкуп Бразила: 2020, 2021.
- Првенство Кариока: 2019, 2020, 2021.
- Копа либертадорес: 2019, 2022.
- Рекопа судамерикана: 2020.

Уругвај
- Копа Америка:  2024.